# Kommelkunda, Bhalki
Kommelkunda là một làng thuộc tehsil Bhalki, huyện Bidar, bang Karnataka, Ấn Độ.